# Al estilo Pelusa
Al estilo Pelusa es un programa de televisión paraguayo presentado por Pelusa Rubín. Se estrenó en febrero de 2009 por Red Guaraní y se transmite desde el 18 de febrero de 2013 por La Tele.

## Historia
En enero de 2009 se informó que Rubín conduciría un programa estilo magacín dirigido a mujeres a partir de febrero. El programa se transmitió por Red Guaraní hasta 2012. A partir del 18 de febrero de 2013, el programa se transmite a través de La Tele.

## Miembros del programa

### Miembros actuales
- Pelusa Rubín (presentadora principal; 2009-predente)
- Jorge Puig (panelista; 2017-presente)[4]
- Freddy Valenzuela (panelista; 2021-presente)[5]
- César Trinidad (panelista; 2024-presente)[6]

### Miembros anteriores
- Sebastián Rodríguez (panelista; 2017-2025)[4][7]
- Gualdir Domínguez (panelista; 2017-2019)[4][8]